# Finluden stensopp
Finluden stensopp, Boletus reticulatus eller Boletus aestivalis är en sopp som ofta växer under bok, ek, lind och björk  redan på sommaren fram till hösten och särskilt i södra Sverige. Den skiljer sig från den vanliga stensoppen genom att hatten känns mer "luden". Den är liksom sin släkting en god matsvamp men unga exemplar kan förväxlas med gallsopp som har ett finmaskigt rutmönster på foten närmast under hatten, och svagt gulaktig och rosatonad fot. 

## Galleri

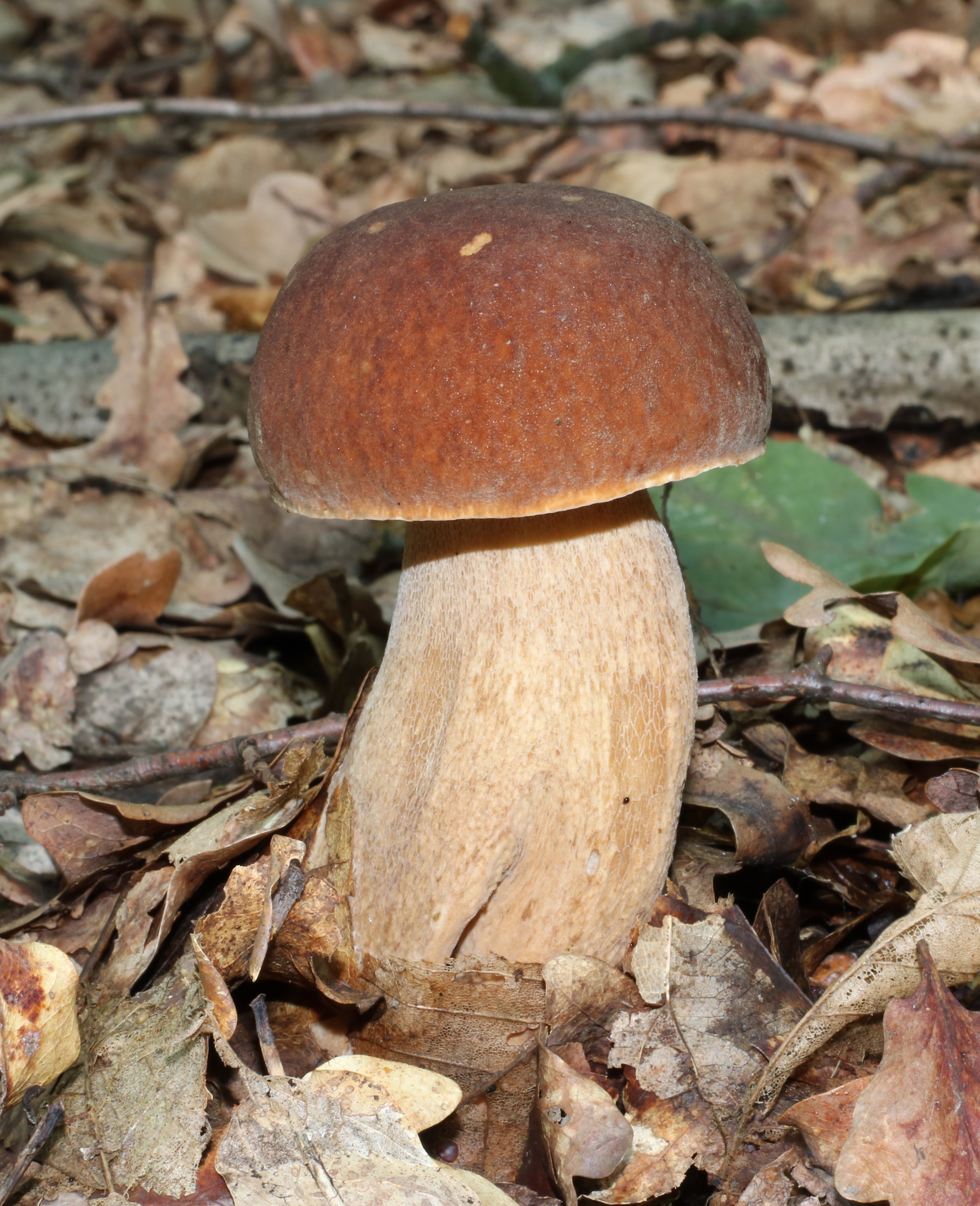
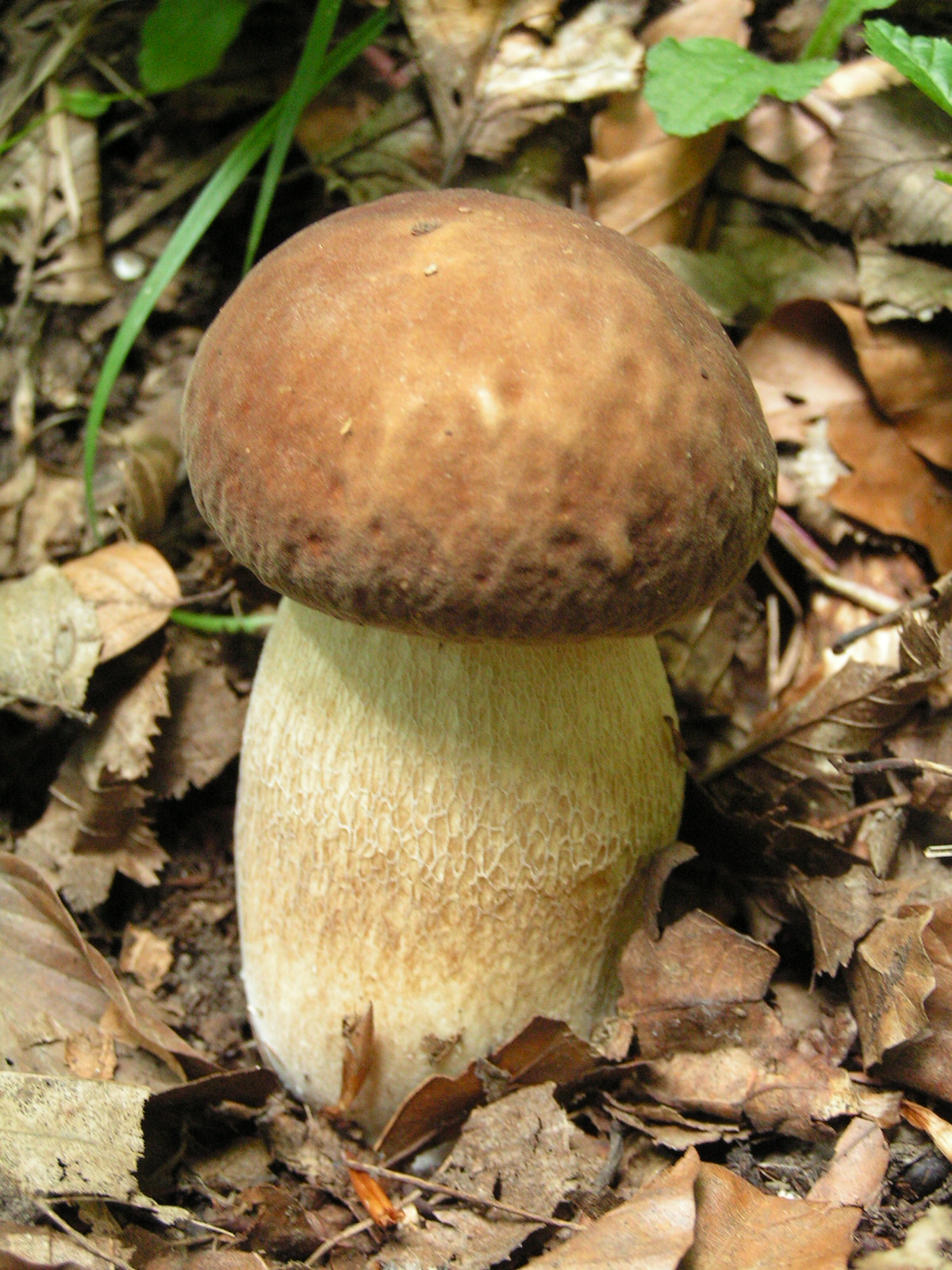
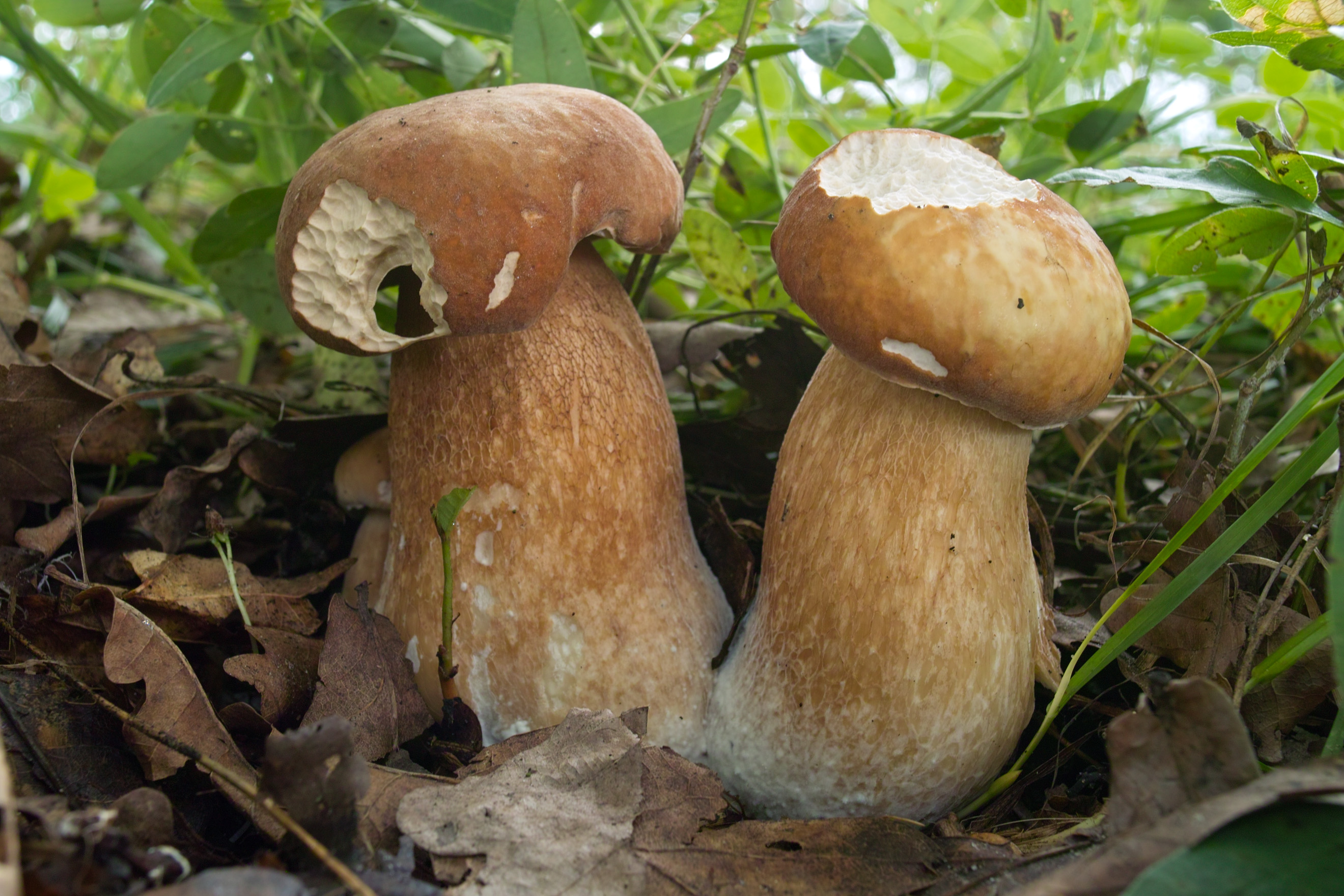